# Patti Bown
Patti Bown –Patricia Anne Bown– (Seattle, Washington, 26 de juliol de 1931 – Media, Pennsilvània, 21 de març de 2008) va ser una pianista, compositora i cantant de jazz estatunidenca.

## Primers anys
Bown va començar a estudiar piano clàssic de molt petita, a casa seva, freqüentada per músics, un lloc on es tocava i es parlava de llibres i política. Es diu que, en aquest context, un dels tutors informals de jazz de Patti Bown va ser Ray Charles. El 1949 va continuar amb els estudis musicals mentre assistia a la Universitat de Seattle amb una beca de música. D'adolescent va començar a actuar en orquestres locals als clubs de jazz de Jackson Street, a Seattle, i al 1952 va actuar amb la Seattle Symphony. Després es va traslladar a la Universitat de Washington i el 1956 s'instal·là a la ciutat de Nova York per unir-se a la seva germana, que era la concertista clàssica Edith Mary Bown Valentine.

## Carrera musical
A partir de 1956, va treballar com a solista a la ciutat de Nova York, tocant al principi en sessions amb Billy Eckstine i Jimmy Rushing. Va publicar un àlbum amb el seu nom, Patti Bown Plays Big Piano, el 1958, per al segell Columbia. L'any següent va ser convidada per Quincy Jones a unir-se a una orquestra per a la gira europea del musical Free and Easy. Al llarg d'aquesta gira va participar el maig de 1960 en dues actuacions de l'orquestra al Windsor Palace, de Barcelona. També va tocar amb Bill Coleman a París.
A la dècada de 1960, va gravar amb Gene Ammons, Oliver Nelson, Cal Massey, Duke Ellington, Roland Kirk, George Russell i Harry Sweets Edison. Les seves composicions musicals van ser gravades per Sarah Vaughan, Benny Golson i Duke Ellington. També va gravar amb músics de soul com Aretha Franklin i James Brown. Entre 1962 i 1964 va exercir com a directora musical de les bandes que acompanyaven Dinah Washington i Sarah Vaughan.
A la dècada de 1970, Bown va treballar com a pianista en diverses orquestres a Broadway i va compondre per al cinema i la televisió. Va participar en la pel·lícula Older Women and Love (1987) i en obres de teatre com And I Ain't Finished Yet (1981) i Christchild. També es va dedicar a la docència i va dicatr conferències. Va tocar regularment a la discoteca Village Gate durant molts anys i va viure a Greenwich Village durant els últims 37 anys de la seva vida.

## Reconeixements
El 1996 va rebre el premi International Women in Jazz a tota la seva trajectòria i el 2006 va rebre el Mary Lou Williams Women in Jazz Award.

## Discografia
Amb Gene Ammons
- Up Tight! (Prestige, 1961)
- Boss Soul! (Prestige, 1961)
- Soul Summit Vol. 2 (Prestige, 1962)
- Late Hour Special (Prestige, 1962 [1964])
- The Soulful Moods of Gene Ammons (Moodsville, 1962)
- Sock! (Prestige, 1962 [1965])

Amb Billy Byers
- Impressions of Duke Ellington (Mercury, 1961)

Amb Art Farmer
- New York Jazz Sextet: Group Therapy (Scepter, 1966)

Amb Etta Jones
- Lonely and Blue (Prestige, 1962)

Amb Quincy Jones
- The Birth of a Band! (Mercury, 1959)
- The Great Wide World of Quincy Jones (Mercury, 1959)
- I Dig Dancers (Mercury, 1960)
- Quincy Plays for Pussycats (Mercury, 1959-65 [1965])

Amb Cal Massey
- Blues a Coltrane (Candid)

Amb Oliver Nelson
- Afro/American Sketches (Prestige, 1962)
- Fantabulous (Argo, 1964)
- The Spirit of '67 with Pee Wee Russell (Impulse!, 1967)
- Jazzhattan Suite (Verve, 1967)

Amb Cal Tjader
- Warm Wave (Verve, 1964)
- Hip Vibrations (Verve, 1967)

Amb Big Joe Turner
- Singing the Blues (BluesWay, 1967)

Amb Dave Van Ronk
- Songs for Ageing Children (Cadet, 1973)

Amb Roswell Rudd
- Blown Bone (Philips, 1979)

Amb Eddie "Cleanhead" Vinson
- Cherry Red (BluesWay, 1967)

Amb Dinah Washington
- I Wanna Be Loved (Mercury, 1961)
- Dinah Washington Sings Fats Waller (EmArcy, 1957)